# Свети Павел (Филипи)
Вижте пояснителната страница за други значения на Свети Павел.
„Свети Павел“ (на гръцки: Αγίου Παύλου) или Октагоналната базилика (Οκτάγωνο Φιλίππων) е археологически обект, раннохристиянска църква, катедрален храм на античния македонски град Филипи, Гърция.

## История
Октагонът, който датира от първата половина на пети век, дължи името си на осмоъгълния си централен план. Храмът е построен в началото на V век, за да замести базиликата на „Свети Павел“, която вече не е достатъчна за нуждите на поклонничеството във Филипи. През първата половина на шести век църквата е разширена. „Свети Павел“ е катедралната църква на Филипи, както е видно от наличието на голяма кръщелня (баптистерий) и два амвона. Подобно на предшественика си, храмът несъмнено е бил посветен на апостол Павел. Осмоъгълният план, двата монументални входа – дълъг троен портик на север от нартекса и пропилеи от юг на атриума, както и наличието на странноприемница на север от артриума, говорят за поклоннически култ.
- Мозайки